# Pont d'Assouan
Le pont d'Assouan est un pont à haubans situé dans la ville d'Assouan, en Égypte. Le pont permet la traversée du Nil.